# Oleh Loezjnyj
Oleh Romanovytsj Loezjnyj (Oekraïens: Олег Романович Лужний) (Lviv, 5 augustus 1968) is een voormalig voetballer uit Oekraïne. Op dit moment is hij assistent trainer bij FC Dynamo Kiev.

## Biografie
Loezjnyj begon zijn carrière bij clubs in zijn vaderland. In 1985 was Torpedo Lutsk zijn eerste professionele club. In 1988 speelde hij nog een jaar voor Karpaty Lviv en in 1989 vertrok hij naar het grote Dynamo Kiev. Als rechtsback van dit team won hij de dubbel in 1990 en tussen 1993 en 1999 won hij zeven nationale titels. Ook was Loezjnyj aanvoerder van het team dat in het seizoen 1997/98 over twee wedstrijden met 7-0 van FC Barcelona won. Een seizoen later speelde Dynamo ook tegen Real Madrid en won ook van deze Europese grootmacht (3-1 over twee wedstrijden).
Ondertussen had Loezjnyj ook al zijn debuut gemaakt voor de Sovjet-Unie. Hij maakte zijn debuut toen hij twintig was (1989) en verzamelde 8 caps voor de Sovjet-Unie. Vanwege een blessure miste hij echter wel het WK 1990. Toen de Sovjet-Unie uit elkaar viel ging Luzhny spelen voor Oekraïne. Voor dit land speelde hij 52 interlands, waarin hij geen doelpunten maakte. Ook speelde hij nooit op een groot toernooi, omdat Oekraïne drie keer verloor in de playoffs.
Loezjnyj was populair in eigen land. Hij was 39 keer aanvoerder van zijn land (nog steeds een record) en werd in 2000 gekozen in het Oekraïens Team van de Eeuw. Op drie spelers na kreeg hij de meeste stemmen. Hij moest alleen Oleh Blochin, Andrij Sjevtsjenko en Anatoly Demyanenko voor zich laten gaan.
Na tien jaar bij Dynamo Kiev besloot Loezjnyj de club te verlaten. In 1999 vertrok hij naar Arsenal nadat hij Arsène Wenger had overtuigd tijdens een Champions League wedstrijd tegen zijn team. Hij werd gehaald als vervanger voor Lee Dixon. Maar deed dit niet naar volle tevredenheid van Wenger. Een jaar later werd Lauren gehaald en belandde Loezjnyj op de bank. Toch speelde hij nog 110 officiële wedstrijden voor Arsenal en was hij zelfs eenmaal aanvoerder tijdens een wedstrijd voor de League Cup. Zijn laatste wedstrijd voor Arsenal was de FA Cup finale van 2003 (1-0-overwinning tegen Southampton).
Een seizoen later speelde hij voor het gepromoveerde Wolverhampton Wanderers. Hij speelde één seizoen en slechts tien officiële wedstrijden voor de club en zijn contract werd in 2004 ontbonden.
Hierna was hij nog een paar maanden actief als speler-coach van FK Venta uit Letland, maar hij vertrok alweer snel toen de club in financiële problemen raakte.
Loezjnyj stopte daarna met voetballen en in juni 2006 werd hij assistent trainer van Dynamo Kiev.

## Erelijst

### Met Dynamo Kiev
- USSR Premier League
  - Winnaar: 1990
- USSR Beker
  - Winnaar: 1990
- Premier League Oekraïne
  - Winnaar: 1993, 1994, 1995, 1996, 1997, 1998, 1999
  - Runner-up: 1992
- Beker van Oekraïne
  - Winnaar: 1993, 1996, 1998, 1999

### Met Arsenal
- FA Premier League
  - Winnaar: 2002
  - Runner-up: 2000, 2001, 2003
- FA Cup
  - Winnaar: 2002, 2003
  - Runner-up: 2001
- UEFA Cup
  - Runner-Up: 2000

### Met Sovjet-Unie onder 21
- EK onder 21
  - Winnaar: 1990

### Persoonlijke prijzen
- Beste nieuwkomer in de USSR Premier League: 1990
- Meeste wedstrijden voor Oekraïne als aanvoerder (39)
- Gekozen in het Team van de Eeuw uit Oekraïne: 2000